# Bagrat II (roi des Kartvels)
Pour les articles homonymes, voir Bagrat II.
Bagrat II, aussi nommé Bagrat II Regwen (Régouen) (le Simple ou le Sot ; mort en 994), est un roi titulaire des Kartvels de la dynastie des Bagrations. Il règne de 958 à 994.

## Biographie
Bagrat Bagration est le fils aîné de Soumbat Ier, co-roi titulaire des Géorgiens de 937 à 958, et de son épouse inconnue. Successeur de son père sur le trône d'Ibérie, il règne en réalité pour le compte des Abkhazes, et n'est considéré que comme un roi de jure. Marie-Félicité Brosset dit de lui qu'il ne fait que passer dans l'histoire et qu'il meurt en 994.

## Postérité
Bagrat II d'Ibérie a eu de son épouse inconnue deux fils :
- Gourgen Ier d'Ibérie, roi des Kartvels ;
- Soumbat, Eristavi.